# 자메이카 블루 마운틴

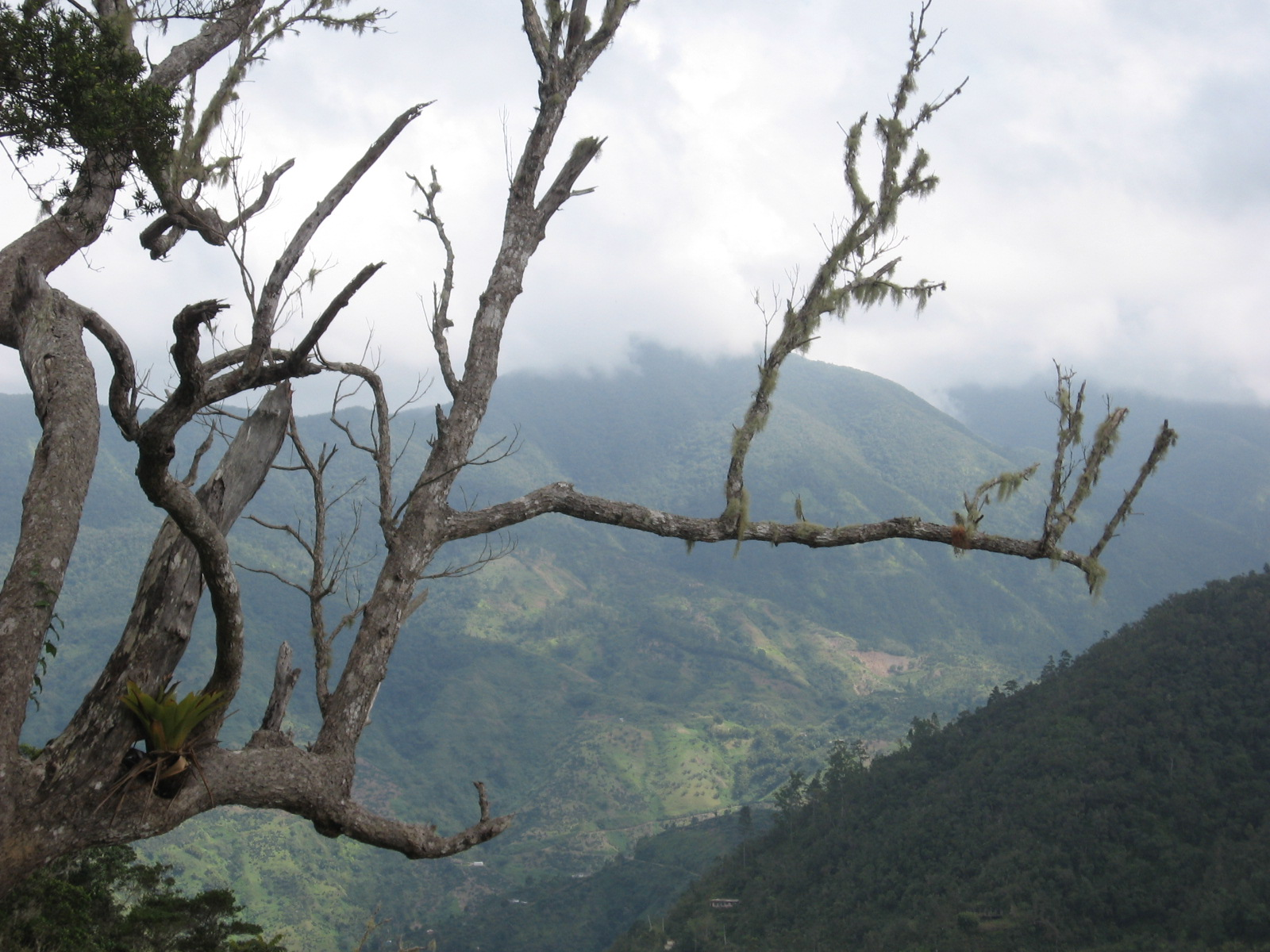
블루마운틴 산맥의 광경, 세인트 엔트류 패리쉬에서 본 세인트 마리 패리쉬

자메이카 블루 마운틴(Jamaican Blue Mountain)은 자메이카의 블루 산맥에서 재배되는 커피의 분류 명칭이다. 1730년부터 자메이카에서 경작되기 시작한 티피카 계통의 품종으로 커피베리병(Coffee berry disease)에 강하나 커피 녹병에는 취약하며 고지대에서 잘 자라고 생산성은 보통 정도이다. 하와이에서 재배되기도 한다. 블루 산맥의 최고봉은 블루마운틴 봉으로 해발 2256m에 달한다.
블루 마운틴은 부드러운 향미와 쓴 맛이 덜한 것으로 유명하다. 지난 수십 년간 블루 마운틴은 세계에서 가장 비싸고 인기가 있는 커피라는 명성을 얻어 왔다. 그러나 안타깝게도 다른 나라에서는 잘 자라지 못한다.

## 개요

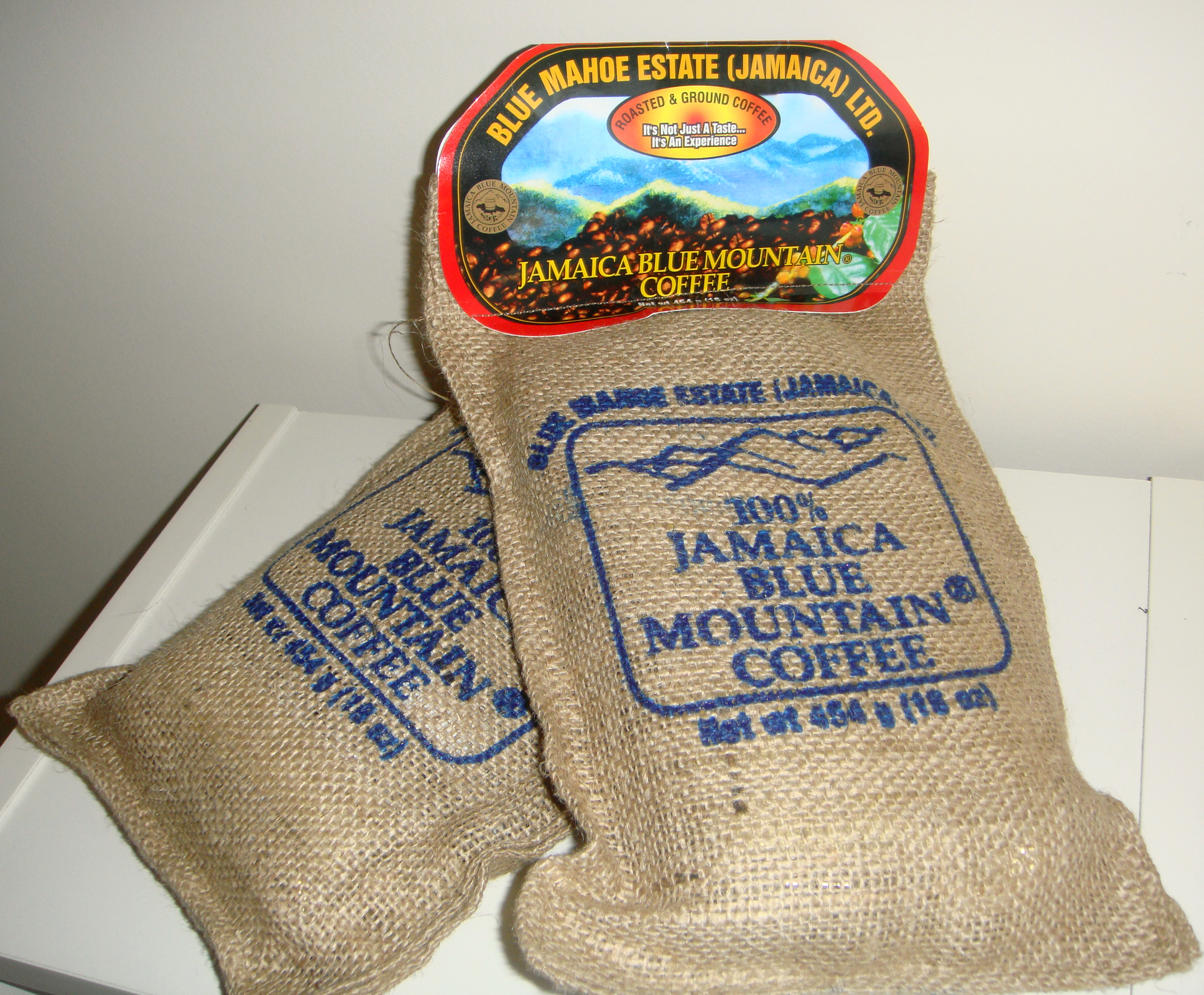
자메이카 블루마운틴 커피

자메이카 블루 마운틴은 국제적으로 공인을 받는 원두인데, 자메이카의 커피 산업 위원회에서 인증을 한 커피에만 '자메이카 블루 마운틴'이라는 라벨을 붙일 수 있다. 블루 마운틴이 생산되는 지역에서 블루 마운틴 커피의 재배는 이 위원회의 감독을 받는다.
자메이카의 블루 산맥은 킹스턴과 포트 마리아 사이에 위치하고 있다. 해발이 최고 2,200미터에 이르는 이 지역은 기후가 시원하고 안개가 많이 끼며 강우량이 많은 한편, 배수가 잘 되는 질 좋은 토양을 갖고 있다. 이러한 기후와 토질의 배합은 커피 생산에 이상적인 것으로 여겨진다.

## 분류
다른 커피 종류와 같이 블루 마운틴에도 여러 종류의 등급이 있다. 크기나 외관, 그리고 허용하는 흠에 따라 달라진다. 커피 산업 제한 법령에는 다음과 같은 다섯 종류의 등급이 나뉜다.
- 블루마운틴 No. 1 - 커피콩의 96%는 망 크기 17/18을 가져야 한다. 콩의 2% 이상 중요 흠결이 있어서는 안 된다.

- 블루마운틴 No. 2 - 커피콩의 96%는 망 크기 16/17을 가지고 있어야 한다. 콩의 2% 이상 중요 흠결이 있어서는 안 된다.

- 블루마운틴 No. 3 - 커피콩의 96%는 망 크기 15/16을 가지고 있어야 한다. 콩의 2% 이상 중요 흠결이 있어서는 안 된다.

- 블루마운틴 피베리 - 커피콩의 96%는 피베리(씨가 하나밖에 없는 경우)여야 한다. 콩의 2% 이상 중요 흠결이 있어서는 안 된다.

- 블루마운틴 트리아즈 - 이전의 모든 분류의 망 크기를 포함하고 있어야 한다. 콩의 4% 이상 중요 흠결이 있어서는 안 된다.

## 같이 보기
- 코나커피